# Vorausabtretung
Die Vorausabtretung (auch Vorauszession) ist die Abtretung künftig entstehender Forderungen.

## Grundsätze
Für die Wirksamkeit einer Vorausabtretung ist nicht erforderlich, dass die Forderung, mithin ein schuldrechtlicher Anspruch, bereits besteht oder gar fällig ist. Es genügt, dass zum Zeitpunkt der Abtretung nach § 398 BGB die Möglichkeit der Entstehung der Forderung besteht. Vorausabtretungen können sich neben ungewissen auch auf gewisse Entstehungszeitpunkte beziehen. Somit können künftige Ansprüche auch befristete Forderungen sein, Forderungen, die einer Zeitbestimmung nach § 163 BGB unterliegen.
Hauptanwendungsfälle der Vorausabtretung beziehen sich auf die Sicherungsabtretung, wie sie im Zusammenhang mit Kreditgeschäften auftreten und auf den verlängerten Eigentumsvorbehalt, der zumeist im Rahmen von Verfügungsermächtigungen im verarbeitenden Gewerbe Bedeutung hat.

## Entwicklungsgeschichte
Die Abtretung erst künftig entstehender Forderungen war bereits im gemeinen Recht weitgehend anerkannt, also in der Zeit vor Inkrafttreten des BGB. Gesetzliche Regelungen gab es dazu nicht. Vornehmlich wurde die Auffassung der Abtretbarkeit zukünftiger Forderungen von der Rechtsprechung des Reichsgerichts vertreten. Der Erlass des BGB bot dem Gericht keine Veranlassung, von dieser Haltung abzurücken. Die von den „Vätern des BGB“ entwickelten Grundsätze zum Abtretungsrecht kollidierten nach Auffassung des Gerichts auch nicht mit der eigenen Rechtsetzung. Die Zulässigkeit der Vorausabtretung konnte darauf gestützt werden, dass eine Forderung unter jeder beliebigen Bedingung abtretbar war, somit auch der seiner Entstehung. Entscheidend war allerdings, dass die Abtretung rechtswirksam erst mit der Entstehung der Forderung wurde.
Die juristische Literatur diskutierte das Rechtsinstitut der Vorausabtretung hingegen kontrovers. Sehr wenige Gegenstimmen versagten ihr die Existenzberechtigung vollständig. Andere Meinungen verlangten zumindest hinreichende Bestimmbarkeit der Forderung, so weit verdichtet, dass zum Einigungszeitpunkt zumindest eine Anwartschaft vorlag. In Betracht kam dies dann bei aufschiebend bedingten oder betagten, also beispielsweise gestundeten, Forderungen beziehungsweise bei Ansprüchen, die sich aus bereits bestehenden Schuldverhältnissen ergaben (etwa zukünftige Mietzinsansprüche). Insoweit anerkannte das Schrifttum Vorausabtretungen nicht nur als Phänomen der wirtschaftlichen Notwendigkeit, sondern fand Rechtfertigung darüber hinaus darin, dass die strengen sachenrechtliche Maßstäbe, die eine Besitzübertragung notwendig machten, mangels Übertragungsobjektes ja gerade fehlten. Einige stützten die Zulässigkeit der Vorauszession dabei auf eine analoge Anwendung der Verfügungsregeln eines Nichtberechtigten gemäß § 185 Absatz 2 Satz 1, 2. Fall BGB. Innerhalb der herrschenden Auffassung im Schrifttum differierten die Begründungen zur Zulässigkeit der Vorausabtretung. In Hinblick auf § 406 ff. BGB wurde einerseits gefordert, dass die Forderung trotz Abtretung zunächst beim Zedenten entstehe und sodann sofort auf den Zessionar übergehe (Durchgangserwerb). Die Entstehungsvoraussetzungen einer Vorausabtretung müssten somit bei Zedenten vorliegen. Andererseits wurde argumentiert, dass der Zessionar bei der Abtretung in die Stellung des Zedenten einrücke (Direkterwerb), die Forderung somit beim Zessionar entstünde.
Heute ist die Abtretbarkeit künftiger Forderungen allgemein anerkannt, selbst für den Fall, dass ein wirksamer Rechtsgrund noch nicht gesetzt worden ist. In seiner Entscheidung vom 20. März 1997 hatte sich der IX. Zivilsenat des Bundesgerichtshofs mit der Verfügungsbefugnis bei der Vorauszession zu befassen. Er kam zum Ergebnis, dass zwischenzeitlich eingetretene Veräußerungsverbote zwar zur fehlenden Verfügungsbefugnis beim Zedenten führten, worauf es allerdings nicht mehr ankomme, da für die Vorauszession nur auf den letzten Teilakt des Übertragungstatbestandes abzustellen sei, der in der Abtretung bestehe und die Entstehung der Forderung nicht mehr dazugehöre.